# Paizay-le-Chapt
Paizay-le-Chapt là một xã trong tỉnh Deux-Sèvres trong vùng Nouvelle-Aquitaine ở phía tây nước Pháp. Xã này nằm ở khu vực có độ cao trung bình 97 mét trên mực nước biển.